# Ponna
Ponna est une commune italienne de la province de Côme, en Lombardie.

## Administration
| Période                                  | Période | Identité          | Étiquette    | Qualité |
| ---------------------------------------- | ------- | ----------------- | ------------ | ------- |
| 05/06/2016                               |         | Gian Antonio Sala | Lista Civica |         |
| Les données manquantes sont à compléter. |         |                   |              |         |

### Communes limitrophes
Claino con Osteno, Colonno, Laino, Ossuccio, Porlezza, Sala Comacina